# Новоабдуллино
Новоабдуллино (баш. Яңы Абдулла) — деревня в Чишминском районе Республики Башкортостан Российской Федерации. Входит в состав Кара-Якуповского сельсовета. 
Находится на правом берегу реки Дёмы.

## География

### Географическое положение
Расстояние до:
- районного центра (Чишмы): 12 км,
- центра сельсовета (Кара-Якупово): 4 км,
- ближайшей ж/д станции (Чишмы): 12 км.

## Население
| 2002 | 2009 | 2010 |
| ---- | ---- | ---- |
| 113  | ↘99  | ↗108 |

Национальный состав
Согласно переписи 2002 года, преобладающие национальности — башкиры (56 %), татары (36 %).